# 松岡俊道
松岡 俊道（まつおか としみち、1959年5月3日 - ）は、スポーツを専門に担当するフリーアナウンサー。中央大学卒業。AB型。

## 人物
- 留年を重ねた8年間の大学生時代、文化放送のプロ野球中継でアルバイトを足がかりに、スタジオからデータ情報を入れるナレーターとして出演する。以来スポーツ中継一筋に活躍。
- 担当ジャンルとしては野球・サッカー・競馬・競艇等。
- グリーンチャンネルのプロフィールによると、中山牝馬ステークスで2000円で購入した馬券が14万円に膨れ上がったことから競馬狂になったといわれる。
- 特技は「馬券を外すこと」、趣味は洗車としている[1]。

## 出演
- プロ野球中継（J SPORTS STADIUM=西武、ロッテ、オリックス戦、日テレプラス プロ野球中継 楽天イーグルス HEAT! LIVE=楽天戦等）
- CTCダイナミックナイター（日本ハム戦[2]・ロッテ戦）、マリーンズナイター（ロッテ戦）
- tvkプロ野球中継 横浜DeNAベイスターズ熱烈LIVE
- Jリーグ中継（千葉テレビ放送等）
- Jリーグ プロサッカークラブをつくろう! （実況）
- 中央競馬全レース中継日曜午後（グリーンチャンネル スタジオ司会、2016年まで）[1]
- 明日のレース分析金曜日（同上、司会、2009年まで）
- TVhサマー競馬→TVhサマー競馬NEXT（テレビ北海道 夏季・札幌競馬場、函館競馬場）
- 土曜小倉競馬（TVQ九州放送 冬季開催のみ、2004年まで）
- 大井競馬中継（テレビ神奈川）
- 競艇中継
  - 担当しているのは桐生競艇場（ナイター開催のみ）、下関競艇場、大村競艇場。SG競走では宮島競艇場、芦屋競艇場も担当する。
  - 平和島競艇場でのSG開会式の司会を務める。
  - 日本レジャーチャンネルのニュース番組に出演する。
- プロ野球ニュース（フジテレビONE 試合結果報告アナウンサーとして不定期に出演）
- 都市対抗野球（TCN・GAORA）

## 主な実況歴
- CBC賞（1999年）
- 函館2歳ステークス（2012年, 2020年～）
- 函館記念（2009年～2011年）
- エルムステークス（2005年, 2008年, 2012年）
- 札幌2歳ステークス（2009年～）